# Descomposició química

Descomposició química

La descomposició química és la separació d'un compost químic en elements químics o compostos més simples. De vegades això es defineix com l'oposat exacte a la síntesi química. La descomposició química sovint és una reacció química no desitjada. L'estabilitat d'un compost químic està limitada quan aquest s'exposa a condicions ambientals extremes com la calor, la radiació, la humitat, o l'acidesa d'un solvent. Els detalls de la descomposició química generalment no estan ben definits, ja que una molècula es pot descompondre en diversos fragments més petits. La descomposició química es fa servir en diverses tècniques analítiques, de forma notable en l'espectrometria de massa, l'anàlisi gravimètrica tradicional i l'anàlisi termogravimètrica.
Una definició més ampla del terme descomposició també inclou la degradació d'una fase en dues o més fases.
A grans trets hi ha tres tipus de reaccions de descomposició: tèrmica, electrolítica i catalítica.

## Fórmula general de la reacció de descomposició
AB → A + B
un exemple específic és l'electròlisi de la molècula d'aigua en gas hidrogen i gas oxigen:
2H₂O(I) → 2H₂ + O₂

### Altres exemples
Un exemple és la descomposició espontània del peròxid d'hidrogen en aigua i oxigen:
2H₂O₂ → 2H₂O + O₂
Els carbonats es descompondran si s'escalfen, una excepció notable és l'àcid carbònic, H₂CO₃ de les begudes amb gas que amb el temps es descompon en diòxid de carboni i aigua
H₂CO₃ → H₂O + CO₂
Altres carbonats es descompondran quan s'escalfen produint el corresponent òxid metàl·lic i diòxid de carboni. En la següent equació M representa un metall:
MCO₃ → MO + CO₂
Un exemple específic implica el carbonat de calci:
CaCO₃ → CaO + CO₂
Els clorats metàl·lics també es descomponen quan s'escalfen. Els productes són un clorur metàl·lic i l'oxigen en forma de gas.
2MClO₃ → 2MCl + 3O₂
Una descomposició comuna d'un clorat per donar oxigen utilitza el clorat de potassi com s'indica:
2KClO₃ → 2KCl + 3O₂
Molts carbonats metàl·lics es descomponen per formar òxids metàl·lics i diòxid de carboni quan s'escalfen.